# Splendid Medien
Splendid Medien AG ist ein deutsches Medienunternehmen, das vorwiegend im deutschsprachigen Europa und in den Benelux-Ländern tätig ist. Die börsennotierte Muttergesellschaft des integrierten Konzerns hat ihren Sitz in Köln; sie notiert im Regulierten Markt (General Standard) an der Frankfurter Wertpapierbörse.

## Geschichte
Im Oktober 1974 gründete Albert E. Klein (* 8. Januar 1929) nach 20-jähriger leitender Tätigkeit bei der US-amerikanischen Filmgesellschaft United Artists den Filmverleih Splendid Film. Im Oktober 1979 wurde das Einzelunternehmen Splendid – Film Albert E. Klein e. K. mit Sitz in Düsseldorf in das Handelsregister eingetragen. 1980 trat der Sohn des Gründers, Andreas R. Klein (* 1962), in das Unternehmen ein.
Seit 1999: Splendid Medien AG
Zum 30. Juni 1999 wurde die Splendid Medien AG unter der Leitung von Andreas Klein als Holding für die Splendid-Gruppe gegründet. Sie ging am 24. September 1999 im Segment Neuer Markt an die Börse und ist im regulierten Markt notiert. Die Aktie wird unter dem Kürzel SPM gehandelt. Bis 27. Oktober 2009 notierte die Aktie im Prime Standard, seit 28. Oktober 2009 im General Standard.
Zum 31. Dezember 2019 schieden die langjährigen Vorstände Andreas Klein und Alexander Welzhofer aus privaten Gründen aus dem Vorstand aus. Dirk Schweitzer rückte daraufhin in den Vorstand.

## Konzernstruktur

### Geschäftsfelder
Die Splendid Medien AG vertreibt Filme und bietet Dienstleistungen im Filmproduktionsgeschäft an. Der Konzern ist in zwei Geschäftsfelder unterteilt, diese sind Content und Services. Das Geschäftsfeld Content umfasst den Lizenzhandel, Film- und Programmauswertungen im Kino und Home Entertainment (DVD, Blu-ray, VoD, EST) sowie die Film- und TV-Produktion. Das Geschäftsfeld Services umfasst Digitalisierung und Filmsynchronisation.

### Konzerngesellschaften
Die Splendid Medien AG als Muttergesellschaft ist die Management-Holding der Splendid Gruppe. Als solche bestimmt sie die Strategie der Unternehmensgruppe und übernimmt übergreifende Holdingfunktionen wie Rechnungswesen, Finanzierung, allgemeine Verwaltung, Öffentlichkeitsarbeit auf Konzernebene sowie Investor Relations.
Die operativ tätigen Tochtergesellschaften zum 31. Dezember 2018 waren:
- Segment Content
  - Splendid Film GmbH (100 %)
  - Splendid Film B.V. (100 %)
  - Polyband Medien GmbH (100 %)
  - Videociety GmbH (100 %)
  - WVG Medien GmbH (90 %) – zum 1. Oktober 2023 verkauft an Edel
  - Splendid Entertainment GmbH (100 %)
  - Splendid Studios GmbH (85 %) – Geschäftsbetrieb 2022 veräußert, 2023 auf die Splendid Entertainment GmbH verschmolzen
- Segment Services
  - Enteractive GmbH (85 %)
  - Splendid Synchron GmbH (100 %)

### Eigentümer
Die Aktionärsstruktur zum 31. Dezember 2018 war:
- 53,21 % Andreas Klein
- 10,06 % Josef Siepe
- 06,10 % Familie Klein GbR
- 30,63 % Streubesitz